# Ни одним меньше
«Ни одним меньше» (кит. трад. 一个都不能少, палл. И гэ доу бу нэн шао, англ. Not One Less) — кинофильм режиссёра Чжан Имоу, вышедший на экраны в 1999 году. Экранизация рассказа Ши Сяншэна «Солнце в небе».

## Сюжет
Преподаватель местной начальной школы в китайской деревне Гао должен уехать на месяц, чтобы присмотреть за своей больной матерью. Поскольку его некем заменить, староста деревни предлагает кандидатуру 13-летней девочки Вэй Миньчжи, которая не намного старше учеников. Гао нехотя соглашается и перед отъездом даёт последние указания: петь с учениками песни; заставлять их переписывать с доски тексты, взятые из учебника; беречь мел, представляющий большую ценность. Самое главное — необходимо, чтобы к его возвращению ученики не разошлись кто куда, ведь каждый школьник на счету. Но бедность заставляет детей уже в 10-летнем возрасте отправляться на поиски работы. Когда Чжан Хуэйкэ, один из учеников, уезжает в город на заработки, упрямая и решительная Вэй решает отправиться за ним, чтобы вернуть в школу и выполнить завет учителя Гао. Для этого она вместе с учениками должна добыть где-то деньги на дорогу.

## В ролях
- Вэй Миньчжи — Вэй Миньчжи, учительница
- Чжан Хуэйкэ — Чжан Хуэйкэ
- Тянь Чжэньда — староста деревни
- Гао Эньмань — учитель Гао
- Сунь Чжимэй — Сунь Чжимэй, помогает Вэй в поисках
- Ли Фаньфань — телеведущая

## Награды и номинации
- 1999 — 4 приза Венецианского кинофестиваля: «Золотой лев», приз ЮНИСЕФ, приз «Латерна Магика» и премия Серджио Трасатти (все — Чжан Имоу).
- 1999 — премия «Золотой петух» за лучшую режиссуру (Чжан Имоу).
- 1999 — премия «Сто цветов» за лучший фильм.
- 1999 — приз зрительских симпатий кинофестиваля в Сан-Паулу (Чжан Имоу).
- 1999 — номинация на премию Европейской киноакадемии за лучший международный фильм (Чжан Имоу).
- 2000 — две премии «Молодой актёр»: лучший международный фильм, лучший молодой исполнитель в международном фильме (Вэй Миньчжи).
- 2001 — премия журнала «Кинэма Дзюмпо» за лучшую режиссуру зарубежного фильма (Чжан Имоу).